# Fleurety
Fleurety — норвежская группа, играющая авангардный метал. Группа была сформирована в 1991 году Свейном Эгилем Хатлевиком и Александром Нордгареном.

## История
Группа выпустила своё демо Black Snow в 1993 году. Позже последовал семидюймовый мини-альбом A Darker Shade of Evil в 1994, выпущенный британским лейблом Aesthetic Death Records. Оба они были записаны в традиционном норвежском блэк-метал стиле.
В 1995 году группа выпустила дебютный альбом Min Tid Skal Komme в сотрудничестве с двумя лейблами, Aesthetic Death Records и Misanthropy Records. 
На своём мини-альбоме Last-Minute Lies, вышедший в 1999 году, группа всё дальше начала отходить от своих блэк-металических корней. Этот и следующий альбом были выпущены на Supernal Music.
В 2000 году группа выпустила свой второй альбом Department of Apocalyptic Affairs. В записи альбома были приглашены множество музыкантов, играющих блэк и авангардный метал: среди них Кристофер Рюгг и Туре Илвисакер из Ulver, Хеллхаммер и Мэниак из Mayhem, Карл-Михаэль Айде из Aura Noir и Ved Buens Ende, Стейнар Сверд Йонсен из Arcturus и Айнар Съюрсё из Beyond Dawn.
Альбом Min Tid Skal Komme был переиздан лейблом Candlelight Records в 2003 году, включающий в себя мини-альбом A Darker Shade of Evil и трек, записанный в 1995 для компиляции лейбла Blackend — Blackend: The Black Metal Compilation Volume I под названием «Absence». Этот альбом был также переиздан в 2008 году на двойном виниле на Aesthetic Death Records с тем же материалом, что и на переиздании CD и вдобавок с демозаписью Black Snow.
В октябре 2009 года, Fleurety выпустили семидюймовый мини-альбом Ingentes Atque Decorii Vexilliferi Apokalypsis. В этом релизе были представлены ремейки старого материала: песни «Descent into Darkness», из демо 1993 года Black Snow and «Absence». «Descent into Darkness» включает в себя Хеллхаммера и Некробутчера из Mayhem, и Рунхильд Гаммальсэтер из Thorr's Hammer в качестве приглашенных музыкантов. Это был первый EP в серии, доступный только на виниле и ограниченным тиражом. Второй мини-вльбом в серии Evoco Bestias был выпущен в декабре 2010 года.
В 2013 году Fleurety выпустили новый мини-альбом Et Spiritus Meus Semper Sub Sanguinantibus Stellis Habitabit. Четвёртый мини-альбом в серии Fragmenta Cuinsvis Aetatis Contemporaneae был выпущен в 2017 году.
В этом же году группа выпустила сборник Inquietum, включающий в себя все треки из серии семидюймовых мини-альбомов.
В октябре 2017 года Fleurety выпустили свой третий альбом The White Death на Peaceville Records.

## Состав
- Свейн Эгиль Хатлевик — ударные (c 1991), синтезатор (с 1993), вокал (c 1994)
- Александр Нордгарен — гитара (с 1991), вокал (1991—1994), бас-гитара (1993—1995)

## Дискография

### Студийные альбомы
- 1995 — Min Tid Skal Komme
- 2000 — Department of Apocalyptic Affairs
- 2017 — The White Death

### Мини-альбомы
- 1994 — A Darker Shade of Evil
- 1999 — Last-Minute Lies
- 2009 — Ingentes Atque Decorii Vexilliferi Apokalypsis
- 2010 — Evoco Bestias
- 2013 — Et Spiritus Meus Semper Sub Sanguinantibus Stellis Habitabit
- 2017 — Fragmenta Cuinsvis Aetatis Contemporaneae

### Компиляции
- 2017 — Inquietum

### Демозаписи
- 1993 — Black Snow